# Tweede divisie 1964/65 (promotiecompetitie)/Wedstrijden
Het Nederlandse Tweede divisie voetbal uit het seizoen 1964/65 kende aan het einde van de reguliere competitie een promotiecompetitie. De winnaar van de promotiecompetitie zou promoveren naar de eerste divisie.

## Speelronde 1
|             |                                       |       |                  |                                                                                    |
| 16 mei 1965 | D.F.C.                                | 2 – 1 | AGOVV            | Stadion: Krommedijk, Dordrecht Toeschouwers: 10.000 Scheidsrechter: Henk Gennissen |
| 16 mei 1965 | Jan van Sluijsdam 5' Wim de Kreek 88' |       | 75' Jan Fiechter | Stadion: Krommedijk, Dordrecht Toeschouwers: 10.000 Scheidsrechter: Henk Gennissen |
| 16 mei 1965 |                                       |       |                  | Stadion: Krommedijk, Dordrecht Toeschouwers: 10.000 Scheidsrechter: Henk Gennissen |
| 16 mei 1965 |                                       |       |                  | Stadion: Krommedijk, Dordrecht Toeschouwers: 10.000 Scheidsrechter: Henk Gennissen |
|             |                                       |       |                  |                                                                                    |

|             |                           |       |                   |                                                                             |
| 16 mei 1965 | Helmondia '55             | 1 – 1 | Xerxes            | Stadion: De Braak, Helmond Toeschouwers: 7.000 Scheidsrechter: Jef Dorpmans |
| 16 mei 1965 | Gerard van de Kerkhof 46' |       | 42' Martin Snoeck | Stadion: De Braak, Helmond Toeschouwers: 7.000 Scheidsrechter: Jef Dorpmans |
| 16 mei 1965 |                           |       |                   | Stadion: De Braak, Helmond Toeschouwers: 7.000 Scheidsrechter: Jef Dorpmans |
| 16 mei 1965 |                           |       |                   | Stadion: De Braak, Helmond Toeschouwers: 7.000 Scheidsrechter: Jef Dorpmans |
|             |                           |       |                   |                                                                             |

## Speelronde 2
|             |                         |       |                                                                                                 |                                                                                   |
| 23 mei 1965 | AGOVV                   | 1 – 6 | Helmondia '55                                                                                   | Stadion: Berg & Bos, Apeldoorn Toeschouwers: 7.000 Scheidsrechter: Lau van Ravens |
| 23 mei 1965 | Jan Fiechter 11' (pen.) |       | 1', 38' Gerard van de Kerkhof 4' René van der Weele 40', 42' Cor Clynck 44' Jack van der Schoot | Stadion: Berg & Bos, Apeldoorn Toeschouwers: 7.000 Scheidsrechter: Lau van Ravens |
| 23 mei 1965 |                         |       |                                                                                                 | Stadion: Berg & Bos, Apeldoorn Toeschouwers: 7.000 Scheidsrechter: Lau van Ravens |
| 23 mei 1965 |                         |       |                                                                                                 | Stadion: Berg & Bos, Apeldoorn Toeschouwers: 7.000 Scheidsrechter: Lau van Ravens |
|             |                         |       |                                                                                                 |                                                                                   |

|             |                        |       |                  |                                                                                  |
| 23 mei 1965 | Xerxes                 | 2 – 1 | D.F.C.           | Stadion: Het Kasteel, Rotterdam Toeschouwers: 15.000 Scheidsrechter: Wim Schalks |
| 23 mei 1965 | Martin Snoeck 10', 18' |       | 16' Jan Klijnjan | Stadion: Het Kasteel, Rotterdam Toeschouwers: 15.000 Scheidsrechter: Wim Schalks |
| 23 mei 1965 |                        |       |                  | Stadion: Het Kasteel, Rotterdam Toeschouwers: 15.000 Scheidsrechter: Wim Schalks |
| 23 mei 1965 |                        |       |                  | Stadion: Het Kasteel, Rotterdam Toeschouwers: 15.000 Scheidsrechter: Wim Schalks |
|             |                        |       |                  |                                                                                  |

## Speelronde 3
|             |       |                                                           |        |                                                                                          |
| 30 mei 1965 | AGOVV | 0 – 3                                                     | Xerxes | Stadion: Goffertstadion, Nijmegen Toeschouwers: 6.000 Scheidsrechter: Gerard van Oostrom |
| 30 mei 1965 |       | 5' Martin Snoeck 40' (pen.) Piet Kriesch 66' Wim Kleinjan |        | Stadion: Goffertstadion, Nijmegen Toeschouwers: 6.000 Scheidsrechter: Gerard van Oostrom |
| 30 mei 1965 |       |                                                           |        | Stadion: Goffertstadion, Nijmegen Toeschouwers: 6.000 Scheidsrechter: Gerard van Oostrom |
| 30 mei 1965 |       |                                                           |        | Stadion: Goffertstadion, Nijmegen Toeschouwers: 6.000 Scheidsrechter: Gerard van Oostrom |
|             |       |                                                           |        |                                                                                          |

|             |               |                                                         |        |                                                                             |
| 30 mei 1965 | Helmondia '55 | 0 – 3                                                   | D.F.C. | Stadion: NAC-stadion, Breda Toeschouwers: 6.000 Scheidsrechter: Piet Roomer |
| 30 mei 1965 |               | 47' (pen.) Rinus Bennaars 56' Cor Donga 80' Hans de Vos |        | Stadion: NAC-stadion, Breda Toeschouwers: 6.000 Scheidsrechter: Piet Roomer |
| 30 mei 1965 |               |                                                         |        | Stadion: NAC-stadion, Breda Toeschouwers: 6.000 Scheidsrechter: Piet Roomer |
| 30 mei 1965 |               |                                                         |        | Stadion: NAC-stadion, Breda Toeschouwers: 6.000 Scheidsrechter: Piet Roomer |
|             |               |                                                         |        |                                                                             |